# Papiro 23
Il Papiro 23 ({\displaystyle {\mathfrak {p}}}23) è un antico manoscritto papiraceo, datato paleograficamente al III secolo, e contenente un frammento del testo della Lettera di Giacomo in lingua greca.

## Descrizione
Il frammento contiene due frammenti della Lettera di Giacomo (1:10-12,15-18).
I Nomina sacra sono scritti per esteso, le abbreviazioni sono usate solo alla fine delle righe di testo. È stata anche notata la presenza di αποσκιασματος, un errore grammaticale contenuto anche nel Codex Sinaiticus e nel Codex Vaticanus, in corrispondenza di Giacomo 1:17.
Il testo greco del manoscritto è rappresentativo del tipo testuale alessandrino (o, piuttosto, proto-alessandrino). Kurt Aland l'ha inserito nella categoria I. Questo manoscritto mostra le maggiori concordanze testuali con i codici א, A e C, che rappresentano il testo migliore delle lettere cattoliche, e col Codex Vaticanus e {\displaystyle {\mathfrak {p}}}74.
È attualmente conservato all'Università dell'Illinois (G. P. 1229) ad Urbana (Illinois).